# Сикора, Вацлав
Ва́цлав Си́кора (чеш. Václav Sýkora; род. 24 октября 1952, Кладно) — чехословацкий и чешский хоккеист и тренер.

## Биография
С десяти лет играл в командах клуба «Кладно». В 1971—1980 и 1982—1985 годах играл за команду в чемпионате Чехословакии, пятикратный чемпион страны (1975—1978, 1980), был капитаном команды. В 1980—1982 годах проходил армейскую службу в клубе «Дукла» Тренчин. В 1986—1988 годах играл за итальянский клуб «Кортина», в котором завершил карьеру в возрасте 35 лет. Сыграл несколько матчей за сборную Чехословакии, стал бронзовым призёром чемпионата Европы среди юниоров 1971.
Работал тренером в командах «Кладно» (1989—1991), «СайПа» (1991—1992, Финляндия), «Лукко» (1992—1996, Финляндия — ассистент, главный тренер; главный тренер команды U20 в сезоне 1992/93), «Спарта» Прага (1996—1998, ассистент), «Хемопетрол» (1998—2001, 2005—2007), «Спарта» Прага (2001—2002), «Ильвес» (2003—2004, Финляндия), «Зноемшти Орли» (2007—2008), «Пардубице» (2008—2010).
Летом 2010 года перешёл в тренерский штаб клуба КХЛ СКА Санкт-Петербург. 20 октября был назначен исполняющим обязанности главного тренера после отставки Айвана Занатты. 8 ноября был утверждён в качестве главного тренера; контракт был подписан до конца сезона. 22 марта 2011 года контракт был расторгнут; команда под его руководством впервые в истории КХЛ прошла первый раунд плей-офф, обыграв «Спартак» (4-0), но во втором раунде, ведя по ходу серии 3-1, уступила «Атланту» 3-4.
13 апреля 2011 возглавил клуб второго по силе дивизиона Чехии — первой лиги — «Хомутов». Несмотря на победу в полуфинальной серии плей-офф, Сикора был уволен, и команду к победе в турнире привёл Иржи Долежал. 3 октября 2012 года стал главным тренером пражской «Спарты», но уже 6 ноября возглавил клуб КХЛ «Лев» Прага. 6 марта 2013 контракт был продлён. 10 октября 2013 Сикора по семейным обстоятельствам ушёл с поста главного тренера, но остался работать в тренерском штабе. Команда под руководством Кари Ялонена дошла до финала Кубка Гагарина, где в семи матчах уступила магнитогорскому «Металлургу». Несмотря на удачное выступление, клуб принял решение прекратить участие в КХЛ. 28 ноября 2014 Сикора был приглашён на пост тренера-консультанта «Северстали». На чемпионате мира 2015 работал в качестве организатора у Ялонена в сборной Финляндии. 20 мая 2015 был назначен главным тренером «Северстали». 29 октября 2015 за слабые спортивные результаты, показываемые командой, был временно отстранен от работы, а 13 ноября контракт по обоюдному согласию сторон был расторгнут. Вскоре перешёл на должность консультанта в клуб «Маунтфилд» Градец-Кралове, в котором с апреля 2016 года стал работать главным тренером. Летом 2018 года стал ассистентом Сергея Зубова в клубе «Сочи».